# Dorothy Wanja Nyingi
Dorothy Wanja Nyingi es una ictióloga keniana condecorada con la Orden de las Palmas Académicas por su trabajo sobre Biodiversidad de Peces y Ecología Acuática. Es la directora del Departamento de Ictiología en los Museos Nacionales de Kenia y autora de la primera guía sobre peces de agua dulce en Kenia.

## Educación
En 1998 se licenció en Zoología por la Universidad de Nairobi y obtuvo un máster en Hidrobiología por la misma universidad en 2002. 
En 2007 obtuvo un doctorado en Ecología y Biología Evolutiva por la Universidad de Montpellier II, con una tesis sobre la diversidad morfológica y genética de la tilapia del Nilo.

## Carrera
Colabora en la International Partnership for the Satoyama Iniciative (IPSI) que promueve la conservación y restauración de entornos naturales modificados por la actividad humana, representando al equipo KENWEB (The Kenya Wetlands Biodiversity Research Team) y los Museos Nacionales de Kenya.